# LM317

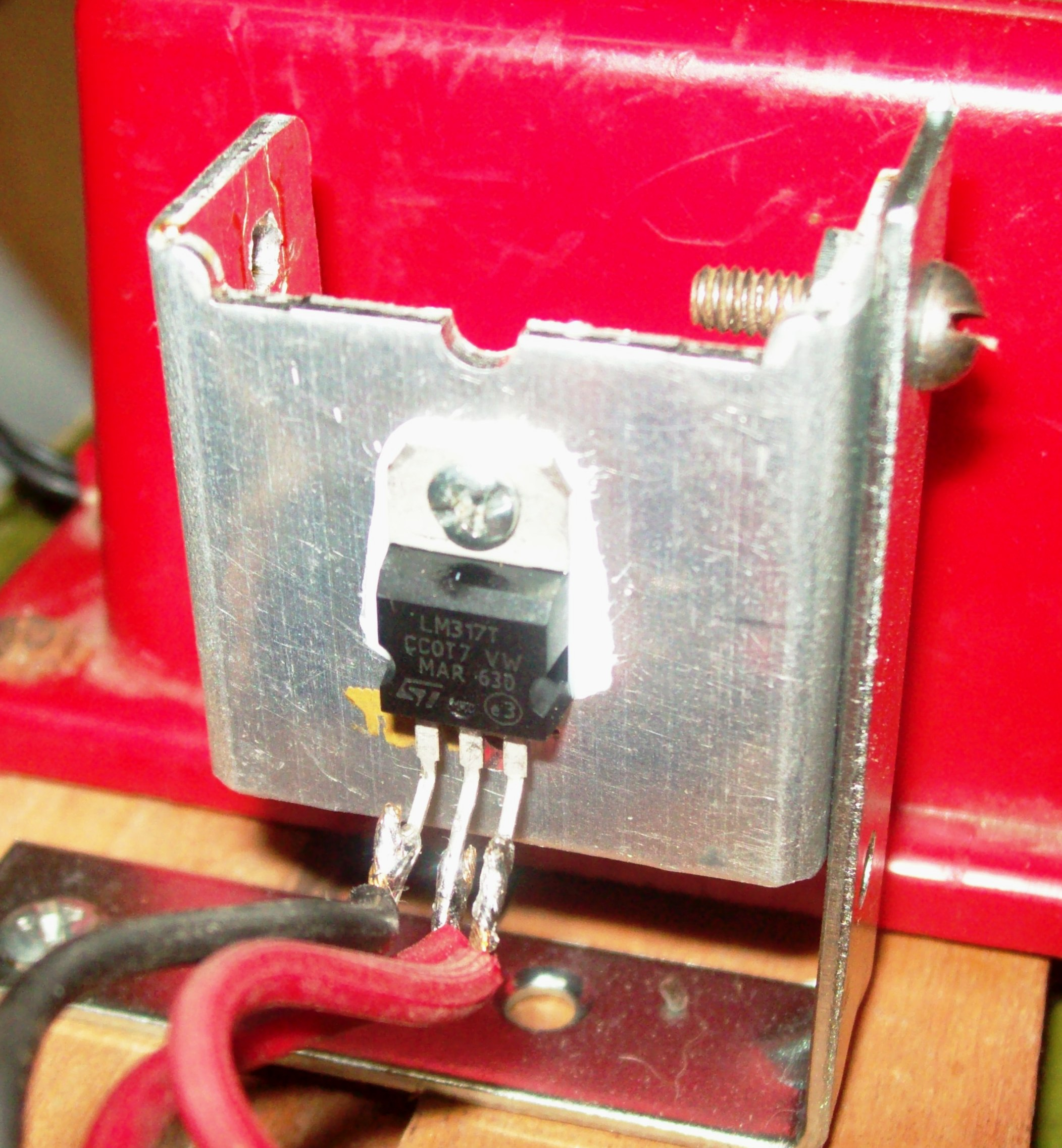
LM317 з радіатором

Джерело струму, схема побудована на LM317

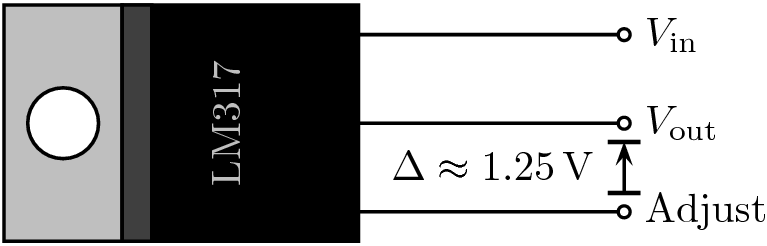
Розпіновка LM317 з вказаним незмінним значенням опорної напруги.

LM317 — регульований інтегральний стабілізатор напруги. Був розроблений Робертом C. Добкіном і Робертом Дж. Відларем у 1970 році у той час як вони працювали у National Semiconductor.
LM337 — комплементарний до LM317 стабілізатор негативної напруги.

## Основні параметри
- Максимальний струм на виході — 1,5 A
- Напруга на виході регулююється у межах від 1,25 В до 37 В
- Внутрішній тепловий захист від перевантаження
- Обмежений внутрішній струм короткого замикання
- Вихідний транзистор забезпечує компенсацію робочої зони
- Корпус TO-220, TO-263, SOT-223
- Максимальна різниця між вхідною і вихідною напругою — 40 В
- Максимальна температура пайки — 230 °C
- Потужність, що розсіюється — Внутрішньо обмежена
- Робочий діапазон температур — 0 ~ +125 °C
- Діапазон температур зберігання — −65 ~ +125 °C
- Температурний коефіцієнт вихідної напруги — ±0.02%/°C